# Kardinal-Faulhaber-Straße 15

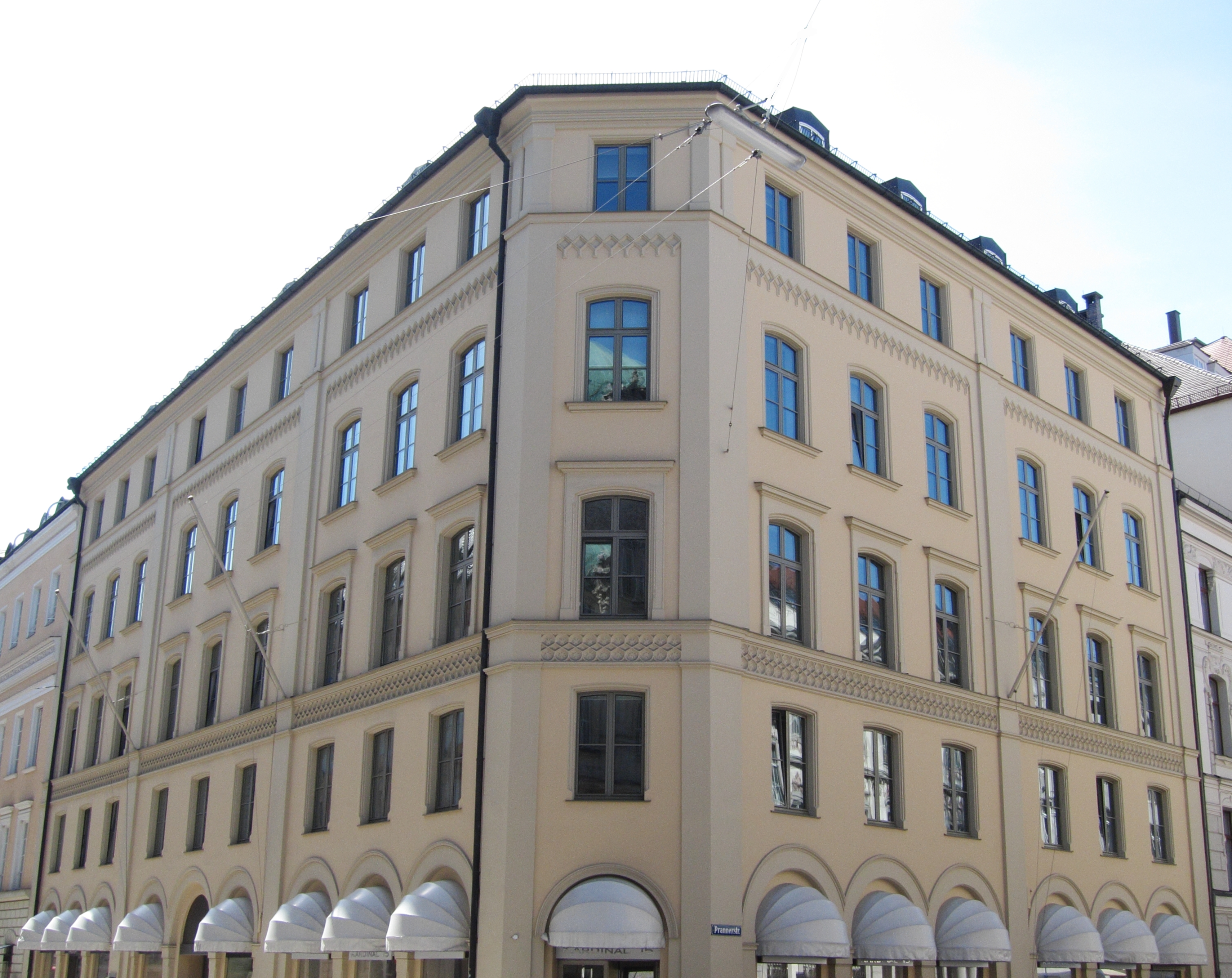
Kardinal-Faulhaber-Straße 15 in München

Das Gebäude Kardinal-Faulhaber-Straße 15 ist ein Wohn- und Geschäftshaus in München. Der fünfgeschossige Eckbau wurde zwischen 1855 und 1857 nach Plänen von Jordan Maurer und Reinhold Hirschberg im Maximilianstil errichtet. Es steht in Ecklage an der Einmündung der Prannerstraße in die Kardinal-Faulhaber-Straße. Nach Kriegsschäden erfolgte zwischen 1948 und 1950 der Wiederaufbau durch Wilhelm Demmer.
Es ist als Baudenkmal in die Bayerische Denkmalliste eingetragen.